# Герцог Кентский
Герцог Кентский (англ. Duke of Kent) — британский герцогский титул, по названию исторической английской области Кент. Титул присваивался трижды: первый раз (в 1710 году) последнему носителю титула граф Кент из семьи Греев (носившими его с XV века); во второй и в третий раз — младшим сыновьям британских королей. В настоящее время принадлежит потомкам принца Джоржа, четвёртого сына короля Георга V, носителем титула является его старший сын Эдвард.

## Герцоги Кентские, первая креация (1710)
Другие титулы: маркиз Кент (1706), маркиз Грей (1740), 12-й граф Кент (1465), граф Гарольд и виконт Годрич (1706), барон Лукас из Крудвелла (1663)
- 1710—1740: Генри Грей, 1-й герцог Кент (1671 — 5 июня 1740), единственный сын Энтони Грея, 11-го графа Кентского (1645—1702) и Мэри Грей, 1-й баронессы Лукас из Крудвелла (ум. 1702). Лорд-камергер (1704—1710), лорд-стюард (1716—1718) и лорд-хранитель малой печати (1719—1720). Все его сыновья умерли ещё при его жизни, поэтому титулы графа, маркиза и герцога Кентского пресеклись после его смерти в 1740 году. Титулы маркиза Грея и барона Лукаса перешли по женской линии к его внучке. Наследники титула:
  - Энтони Грей, титул учтивости граф Гарольд (1696—1723), старший сын 1-го герцога Кентского
  - Джордж Грей, граф Гарольд (1732—1733), третий (младший) сын 1-го герцога Кентского

## Герцоги Кентские и Стратернские (1799)
- 1799—1820: Эдуард Август, герцог Кентский (2 ноября 1767 — 23 января 1820), четвёртый сын короля Великобритании Георга III Ганноверского и Шарлотты Мекленбург-Стрелицкой.

У принца Эдуарда был только один ребёнок — будущая королева Виктория (1819—1901). Титул герцога Кентского пресёкся с его смертью.

## Герцоги Кентские, вторая креация (1934)
Другие титулы: граф Сент-Эндрюс и барон Даунпатрик (1934)
- 1934—1942: принц Джордж, 1-й герцог Кентский (20 декабря 1902 — 25 августа 1942), четвёртый сын короля Великобритании Георга V (1865—1936) и Марии Текской (1867—1953)
- 1942 — н. в.: Эдвард, герцог Кентский (род. 9 октября 1935), старший сын принца Георга, герцога Кентского (1902—1942) и Марины Греческой и Датской (1906—1968)

## Порядок наследования титула
- Джордж Виндзор, граф Сент-Эндрюс (род. 26 июня 1962), старший сын 2-го герцога Кентского
  - Эдвард Виндзор, барон Даунпатрик (род. 2 декабря 1988), единственный сын графа Сент-Эндрюса
- лорд Николас Виндзор (род. 25 июля 1970), младший сын 2-го герцога Кентского
  - Альберт Виндзор (род. 22 сентября 2007), старший сын лорда Николаса
  - Леопольд Виндзор (род. 8 сентября 2009), второй сын лорда Николаса
  - Луис Виндзор (род. 27 мая 2014), третий сын лорда Николаса
- принц Майкл Кентский (род. 4 июля 1942), младший сын 1-го герцога Кентского
  - лорд Фредерик Виндзор (род. 6 апреля 1979), единственный сын принца Майкла